# Sacky
Sacky, de son vrai nom Sami Abou El Hassan, est un rappeur italien d'origine maroco-égyptienne, né le 19 décembre 2001 à Milan en Lombardie. Membre emblématique du collectif Seven 7oo.

## Biographie

### Enfance
Sacky naît le 19 décembre 2001 à Milan, d'une mère marocaine et d'un père égyptien. Il grandit dans le quartier milanais populaire de San Siro,,.

### Carrière
En décembre 2019, il sort son premier single Bandito. En juillet 2020, avec Kilimoney, ils sortent Assiste 1 qui est l'un de ses premiers succès. En 2021, il se met en scène avec son compatriote Baby Gang et le rappeur franco-algérien Lacrim, dans une vidéo intitulée Vele di Scampia (a Napoli). En 2022, il collabore avec Baby Gang sur le morceau Mamacita de son EP EP2. En 2023, il sort son premier EP, Quello verdo.

### BalordoetRap Facts(2024-25)
Le 8 mars 2024, il sort son premier album studio appelé Balordo,, généralement bien accueilli par la presse spécialisée italienne,,, et atteint la 20e place du classement FIMI Italy Albums Top 100. La même année, il sort le single Kayros extrait de l'album et revient le 29 janvier 2025 avec le single Rap Facts.

## Discographie

### Singles
- 2019 : Bandito
- 2020 : Paranza
- 2020 : Ora d'aria (feat. Asset)
- 2020 : ASSISTE 1 (feat. Kilimoney)
- 2020 : Bimbi Soldato (feat. Baby Gang)
- 2021 : AMG (produit par Nko)
- 2021 : La prima volta (produit par Volta)
- 2021 : Shawty (feat. Rondodasosa)
- 2021 : Gennaro e ciro (feat. Baby Gang, Lacrim) prod. Nko
- 2022 : Antipatico
- 2022 : 21 Freestyle
- 2023 : Nessuno (produit par Nko)
- 2023 : ASSISTE 2 (feat. Kilimoney)
- 2023 : Dov'eri ? (feat. Baby Gang)
- 2024 : Kayros
- 2024 : Los Diablos (feat. Artie 5ive, 167Gang)
- 2024 : Margiela
- 2025 : Rap Facts